# Cinéma numérique

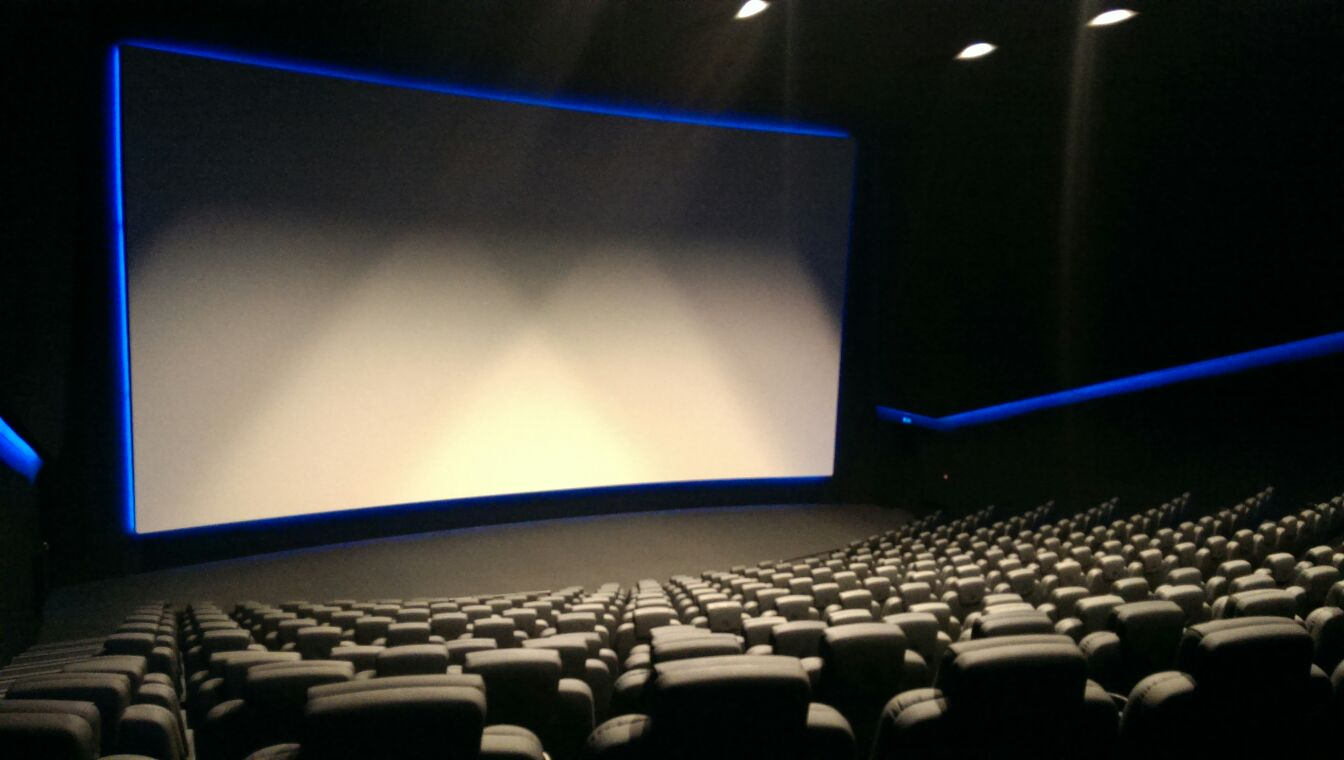
Salle équipée en cinéma numérique.

Le cinéma numérique désigne la production et la diffusion d'œuvres cinématographiques à partir d'un format numérique professionnel normalisé et sécurisé par des normes internationales ISO. Projetés au moyen d'appareils numériques, les films sont distribués en salle par fichier informatique, sur support physique (disque dur) ou par Internet ,,,. Avec l'abandon du 35 mm et la  dématérialisation des longs métrages cinématographiques, le cinéma numérique permet la diffusion des films sur les plateformes numériques : Netflix, Amazon Prime Video, Groupe Canal+, OCS Go.
En 2022, le cinéma numérique 4K est le nouveau standard imposé pour les projections premium (films et séries) durant la postproduction en salles de vision privée, dans les cinémathèques et les archives du film.
Le projecteur de cinéma numérique est calibré en colorimétrie et en luminance, et couplé à un serveur de contenus sécurisés. Ces derniers sont des fichiers DCP stockés sur disques durs dans un serveur dédié et remplacent aujourd'hui le film argentique, quasi disparu.

## Histoire

### Fondements du cinéma numérique

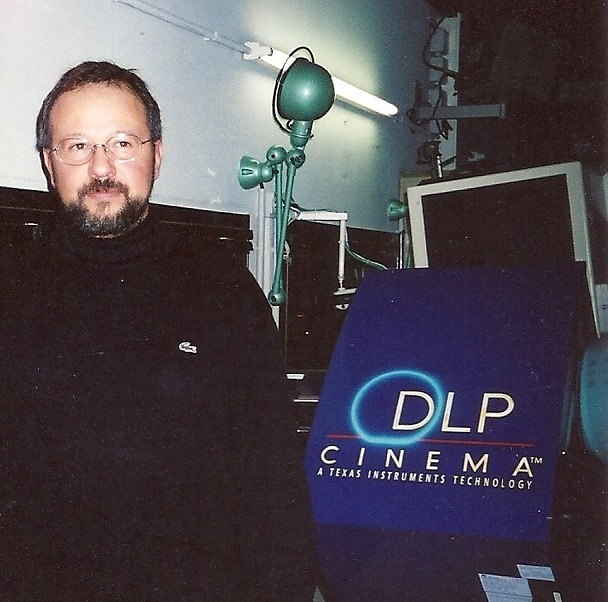
Projecteur cinéma numérique DLP Cinema, prototype de Texas Instruments, Paris, 2000.

En Amérique du Nord, le 18 juin 1999, démonstration publique de la technologie DLP Cinema de Texas Instruments dans deux salles à Los Angeles et New York pour la sortie du film de George Lucas Star Wars, épisode 1 : La Menace fantôme.
Le 2 février 2000, démonstration publique de la technologie DLP Cinema de Texas Instruments par Philippe Binant sur un écran à Paris pour la sortie du film Toy Story 2.

### Digital Cinema Initiatives
Création, en mars 2002, du Digital Cinema Initiatives (DCI) regroupant les principaux studios américains (Disney, Fox, MGM, Paramount, Sony Pictures, Universal et Warner Bros.) pour développer les standards du cinéma numérique.

### Déploiement mondial
Au 3 mai 2016, 98,2 % des écrans du parc mondial sont équipés en cinéma numérique.

## Généralités
Le cinéma numérique, partie intégrante de la troisième révolution industrielle, est une « innovation majeure pour l'exploitation cinématographique » (Claude Forest)qui révolutionne en profondeur tous les secteurs de l'industrie du cinéma. Le développement du cinéma numérique se fonde sur un standard proposé par les 7 principaux studios américains réunis dans une structure commune appelée Digital Cinema Initiatives (DCI). Ce standard permet de disposer d'équipements qui exploitent les films quelle que soit leur origine, sous réserve que leur préparation, ou encodage, soit effectué en respectant ce standard. Repris par la SMPTE avec le standard SMPTE 428-1, il fait l'objet de normalisations ISO publiée 2008 sous les références ISO 26428-1 et suivantes.

### Technologies de projection ou d'affichage

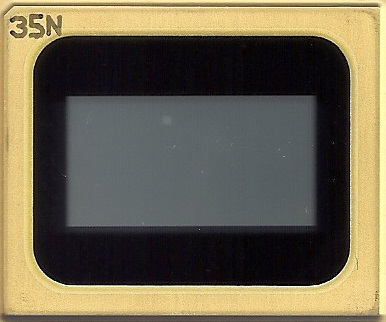
4K DLP CINEMA. A Texas Instruments Technology.

Initialement, la DCI reconnaît deux principales technologies conformes à ses spécifications : le DLP Cinema de Texas instruments et le SXRD de Sony. Viendront ensuite la projection laser et l’affichage sur écran LED sans projection. 
1. La plupart des projecteurs numériques commercialisés dans le monde[20] sont basés sur la technologie de Texas Instruments, également nommée 2K pour sa définition de 2048 pixels par ligne × 1080 pixels par colonne. Après la commercialisation initiale de la série 1 , le constructeur livre à partir de 2010 les matrices DLP Cinema série 2, disponible aussi en définition 4K[21]. Les trois principaux constructeurs de projecteurs numériques, Christie, Barco et NEC, utilisent les puces DLP Cinema de Texas Instruments. À partir de fin 2010, tous les projecteurs livrés sont en série 2 (2K ou 4K).
2. Sony a de son côté développé une technologie différente, dont la définition est d'origine le 4K (4096 pixels par ligne × 2160 pixels par colonne). Sony commercialise lui-même les projecteurs utilisant sa technologie mais abandonne définitivement cette technologie pour le cinéma numérique en 2020[22].
3. En 2010, Kodak prépare le Laser Projection Technology (LPT), une technologie de projection qui utilise le laser et qui promet une image plus lumineuse en 3D et un coût d'exploitation réduit par la longue durée de vie du système (pas de remplacement de lampe coûteuse qui s'use à chaque utilisation). Kodak a fabriqué un projecteur de démonstration de sa technologie et cherche à la commercialiser sous licence aux fabricants de projecteurs. En 2011, c'est la société IMAX qui prend pour ses projecteurs une licence exclusive des technologies laser de Kodak. La société Laser Light Engines, Inc.(LLE) a présenté des démonstrations en 2013 sur la base d'un projecteur NEC 4K DLP Cinema adapté pour l'occasion, tendant à prouver qu'il sera possible d'adapter les projecteurs DLP Cinema existants pour remplacer par le laser les lampes actuelles au xénon. Cependant, c'est NEC qui commercialise début juillet 2014 les premiers projecteurs D-Cinema certifiés conforme DCI[23].
4. En 2017, Samsung lance Cinema LED Screen, sa technologie d'affichage sur écran LED, de type afficheur, donc sans cabine ni projecteur, qui deviendra compatible 3D en 2018. En 2022, c'est au tour de LG Electronics de lancer une technologie similaire, elle aussi compatible 3D, sur écran LED composé d'un assemblage de panneaux unitaires. Toutes deux sont conformes DCI.

### Flexibilité des cadences d'image en projection
Certains couples de lecteurs-projecteurs sont capables depuis 2010 de jouer des films à des cadences d'images étendues. En plus de 24 et 48 i/s (images par seconde), la cadence de 25 i/s est disponible sur une grande majorité d'installation. Mais de nouvelles cadences d'image apparaissent sur les équipements :
- des cadences lentes : 16, 18, 20 et 22 i/s pour les films d'archive, respectant la cadence d'origine du film.
- des cadences rapides : 30, 48, 50 i/s et surtout 60 i/s, cette dernière étant demandée par certains cinéastes, comme James Cameron.
- des cadences rapides pour la 3D : 48, 50 et 60 i/s par œil, soit 96, 100 et 120 i/s.

### Les débuts
Jusqu'en 2005, un nombre extrêmement réduit de cinémas se sont dotés de projecteurs numériques. À partir de 2006, du fait de la mise en place aux États-Unis de mécanismes aidant les cinémas à procéder à cet investissement, survient le décollage commercial de cette technologie, outre-atlantique, puis dans les autres pays, en Europe et en Asie notamment. Fin 2009, le succès planétaire du film de James Cameron Avatar, plébiscité dans sa version en relief 3D, a vaincu les dernières réticences et provoqué une forte accélération des investissements des cinémas pour s'équiper.
L'abaissement progressif du coût des projecteurs numériques rend possible et envisageable le déploiement intensif d'un parc de dernière génération.

## Historique du cinéma numérique en France

### Premières expériences fondatrices
Expériences cruciales faisant partie intégrante de la troisième révolution industrielle :
- Février 2000 : la première projection publique de cinéma numérique d'Europe[26] a été réalisée à Paris, le 2 février 2000, par Philippe Binant à l'aide de la technologie DLP Cinema développée par Texas Instruments et l'analyse par ondelettes utilisée dans la compression des images pour le film Toy Story 2[27],[28].
- Septembre 2001 : sortie de Vidocq le 19 septembre 2001, premier film français entièrement réalisé par Pitof en cinéma numérique avec une caméra  Sony CineAlta[29],[30].
- Octobre 2001 : démonstration à Paris de la première transmission de cinéma numérique par satellite en Europe d'un long métrage cinématographique par Bernard Pauchon, Alain Lorentz, Raymond Melwig et Philippe Binant le 29 octobre 2001[31].

### Les étapes du déploiement du cinéma numérique en France
Historique du déploiement du cinéma numérique en France,.
- 5 octobre 2001 : Yves Louchez[34], directeur général de la Commission supérieure technique de l'image et du son, a réalisé la première projection en cinéma numérique d'un film en compétition dans un festival de cinéma (Festival des cinémas et cultures d'Amériques latines, Biarritz)[35].
- Mai 2002 : Thierry Frémaux inaugure au Festival de Cannes, avec Pépé le Moko[36], la projection cinéma numérique de films classiques restaurés[37].
- En mai 2005, à l'occasion de la sortie en France du film Star Wars : Episode III - La Revanche des Sith, le groupe Kinepolis équipe 5 de ses cinémas en numérique.
- En 2006, la création, par Olivier Hillaire, du site Internet Manice destiné à la profession cinématographique permet l'accompagnement du déploiement du cinéma numérique pour la France[38].
- Fin 2007, le groupe CGR annonce sa volonté de doter la totalité de ses salles (près de 400 écrans) de projecteurs numériques[39], à la suite de la conclusion d'un accord de financement avec la société britannique Arts Alliance Media (AAM). Ce déploiement, prévu progressivement sur deux ans, a débuté au printemps 2008 avec le MegaCGR de La Rochelle et s'est achevé au second semestre 2009.
- En 2009, la société Ymagis conclut des accords de financement de la totalité des salles des circuits Cinéville[40], Cap'Cinéma[40] et MK2[41] en vue de l'équipement de l'ensemble des 250 écrans environ de ces trois réseaux. EuroPalaces équipe quelques dizaines de ses écrans de projecteurs numériques, notamment dans le but de diffuser des films en 3D.
- 2010 : Aaton, fondée par Jean-Pierre Beauviala, débute le développement de la première caméra de cinéma numérique française : la Penelope Delta[42].
- Début 2010, UGC, le second circuit national, signe également un accord avec Ymagis[43] pour réaliser le passage au numérique de ses 600 écrans européens, sur une période de 24 à 36 mois. En avril 2010, la barre symbolique des 1 000 écrans numériques est franchie, dont 750 sont aussi capables de projections en 3D stéréoscopique.
- En 2010, le groupe CGR annonce le retrait des projecteurs 35 mm de son circuit. Il sera suivi par UGC, par EuroPalaces et par des exploitants indépendants.
- Début 2011, avec la numérisation des catalogues de films, les établissements regroupés au sein de l’Association française des cinémas d'art et d'essai (1 000 établissements) commencent à s'équiper en cinéma numérique avec des projecteurs Série 2[44].
- En juillet 2011 : le seuil de plus de la moitié des salles de cinéma numérisées[45] est atteint, soit 2 751 salles numériques, d'après le recensement des salles de la base CineGo[46]. Cependant, cela ne représente encore que 34,5 % de 2 050 établissements, soit 708 cinémas. Certaines salles d'un établissement ne sont même plus équipées pour la projection en 35 mm.
- Mars 2012 : franchissement du cap des 4 000 écrans équipés en cinéma numérique en France[47].
- Novembre 2012 : franchissement du cap des 5 000 écrans équipés en cinéma numérique en France[48].
- 31 décembre 2012 : 5178 écrans sont équipés en cinéma numérique[49].
- En avril 2013, le réseau associatif de diffusion cinématographique Ciné 83 équipe la quasi-totalité de ses écrans en numérique, aussi bien dans ses salles fixes que sur les circuits itinérants.
- En 2013, La France compte 5480 écrans de cinéma[50].
- En 2019, la première salle équipée en Dolby Cinéma, basé sur une technologie avancée de projection laser[51], ouvre à Paris[52].

### Obsolescence et non-conformité
Les équipements peuvent être mis à niveau de manière logicielle pour devenir compatibles avec les derniers standards. Une mise à niveau matérielle (kit mécanique « GORE ») est proposé par Texas Instrument pour permettre aux projecteurs de série 1 d'atteindre le niveau de sécurité exigé par la norme DCI.
Les fabricants de lecteurs et projecteurs doivent faire certifier les équipements qu'ils commercialisent comme étant conformes aux exigences de la norme DCI, dont le but principal est de garantir une bonne sécurisation du système afin d'éviter la contrefaçon des œuvres. Cette certification est délivrée par des entités de test qui déroulent la dernière version du test CTP (Compliance test plan) édicté par le DCI en septembre 2010. Fin 2011, seuls deux organismes, l'un aux États-Unis, l'autre au Japon, sont chargés de faire passer ces tests CTP. Comme la grande majorité des équipements déployés dans les salles l'ont été avant la publication de la dernière version du test CTP, leur conformité n'est donc pas garantie. Les fabricants doivent cependant - après avoir obtenu la certification - fournir les mises à jour nécessaires afin de se conformer à ces exigences.
L'enjeu de la conformité des installations pour les exploitants est de taille : le studio Paramount, un des fondateurs du DCI, souhaite imposer l'utilisation de systèmes certifiés. Pour cela, il pourrait refuser de déliver les clés KDM permettant de jouer les films qu'il distribue aux exploitants qui n'ont pas fait la preuve que leur système de projection est certifié conforme.

### Intermédiaires favorisant le passage au numérique
Ces entités peuvent être qualifiées selon les cas de « tiers financeur », de « tiers collecteur » de frais de copies virtuels, de « tiers opérateur » ou de « tiers investisseur ». Elles proposent des solutions techniques et financières permettant le déploiement de l'équipement pour la projection numérique. Elles mettent en place un mécanisme financier reposant sur des frais de copies virtuels (FCV).
Sur le marché français, on trouve les acteurs suivants :
- Arts Alliance Media (AAM) : cette société britannique est le pionnier du financement de systèmes de projection numérique en Europe.
- Ymagis : créée dans le courant de 2007, cette société, qui est la seule société française opérant dans ce domaine, a démarré l'installation de systèmes numériques dès le premier semestre 2008. Ymagis a annoncé des accords dits de « tierce partie » avec Paramount Pictures, Disney, Fox, Universal, Sony, MK2 et Censier Publicinex, et a signé des accords avec une centaine d'exploitants répartis sur la France, la Belgique, l'Espagne, l'Italie et l'Allemagne représentant environ 1 500 écrans.
- Cinélia : nouvelle société (crée en 2010) détenue par des exploitants, elle propose sa solution de frais de copies virtuelles en faveur des salles françaises indépendantes.
- ACCILR (Association des cinémas et circuits itinérants du Languedoc-Roussillon), une association régionale qui regroupe des cinémas indépendants de la région Languedoc-Roussillon. Elle met en place (juin 2011) un fonds de mutualisation régional destiné à ses adhérents[55].
- Les Ecrans (les-ecrans.org), une association régionale qui regroupe des cinémas indépendants dans les départements de l'Ardèche, de la Drôme et du Vaucluse. Elle met en place (début 2012) un fonds de mutualisation régional destiné à ses adhérents.
- Cinémascop (cinemascop.net), une association créée en 2011 par le Groupement National des Cinémas de Recherche (GNCR) et la Ligue de l'Enseignement. Elle fonctionne sur le principe d'un fonds de mutualisation.

Sur le marché Européen, on trouve :
- XDC : courant 2009, cette société a fermé sa branche française.
- Sony : en janvier 2010, cette société n'a réalisé aucune installation de production en France.

Sur le marché nord-américain, on trouve :
- Cinedigm (anciennement Access IT)

### Cadre réglementaire et législatif
En France, le CNC a attendu la mi-2009 pour annoncer un premier plan d'action visant à aider les cinémas français à s'équiper pour la projection numérique. Envisagé sous forme d'un fonds de mutualisation alimenté par les distributeurs de film, ce dispositif sera rejeté début 2010 par l'Autorité de la Concurrence.
Deux dispositifs ont depuis été mis en place afin de faciliter l'équipement des cinémas pour la projection numérique :
- La loi du 30 septembre 2010 (n°2010-1149) impose aux distributeurs de film le versement d'une contribution obligatoire aux exploitants de salle de cinéma pour la diffusion de leur film en numérique lors des deux premières semaines d'exploitation commerciale. Cette contribution, qui correspond à des frais de copies virtuels, est vouée à disparaître une fois la couverture du coût de la transition numérique assuré, au plus tard en 2021.
- Pour les cinémas les plus fragiles : une aide sélective pour l’équipement numérique des salles (décret n° 2010-1034 paru au Journal Officiel le 2 septembre 2010). Versée sous forme de subvention, elle complète les apports propres des exploitants, les aides des collectivités territoriales et les contributions qu'ils percevront des distributeurs de films. Elle s'adresse aux cinémas indépendants de une à trois salles, n'appartenant pas à un circuit ou groupement exploitant plus de 50 écrans.

Ces dispositifs, qui avalisent de fait le mécanisme des frais de copies virtuels institué par les tiers-investisseurs, font de la France l'un des premiers pays à avoir mis en place une politique publique de soutien à la mutation numérique pour l'ensemble des salles de cinéma.
- En novembre 2011, le Parlement européen a voté une résolution demandant aux pays de l'Union européenne d'aider financièrement les petites salles indépendantes à s'équiper pour la projection numérique, via l'augmentation ponctuelle des aides d'état des nations et via les fonds structurels européens.

## Avantages et inconvénients

### Pour la filière production et post-production
En production, les rushs sont disponibles aisément et rapidement pour contrôle et approbation. Le réalisateur peut faire de nombreuses prises pour une même scène, sans penser au coût de la pellicule.
En post-production, le montage et l’étalonnage en numérique apporte un gain de temps théorique et une richesse fonctionnelle et créative. Les effets spéciaux numériques, le sous-titrage, les génériques, le doublage, l'audio-description, la musique et le son tirent tous un grand parti du numérique en termes d'outils, de coût et de délai. La FICAM indique que fin 2009, la postproduction numérique concernait déjà plus de 70 % de films. La postproduction traditionnelle photochimique ne représentait en 2009 que 22 % des films, contre 52 % en 2007. En 2011, c'est près de la totalité des films qui sont post-produits en numérique.

### Pour la distribution
La projection en numérique permet de baisser les coûts du distributeur : la fabrication d'une copie 35 mm d'un long métrage coûte entre 1 000 à 2 000 euros (selon le métrage), contre 100 à 200 euros pour la distribution sous format numérique. Un disque dur est directement réutilisable, du moins pour quelques cycles (effacement + remplissage). Le coût de destruction/recyclage des pellicules, et préalablement le coût de la récupération des copies d'exploitation 35 mm sont aussi à la charge des distributeurs.
Avec la dématérialisation des transferts, cette étape impliquant le disque dur et son acheminement disparaît et est remplacée par le transfert de fichiers par l'intermédiaire de réseaux de télécommunication comme Internet (accès ADSL ou fibre optique), les satellites de télécommunications, (antenne parabolique de réception).

### Pour l'exploitation en salle
Nouvelles fonctionnalités
Le cinéma numérique facilite la projection de contenus stéréoscopiques (« 3D », relief). Une salle équipée de fauteuils dynamiques qui vibrent et s'inclinent en fonction de la scène à l'écran permet d'ajouter une « quatrième dimension » (4D) pour les spectateurs. La projection numérique permet également d'utiliser plus facilement les salles de cinémas pour la projection de contenus dits alternatifs (parfois en 3D), en direct ou enregistrés : opéras, concerts, sports, jeux vidéo… Les avant-premières qui accueillent l'équipe du film peuvent être enrichies de liaisons vidéo avec un intervenant qui n'aurait pas pu être présent (ex. : duplex avec Hollywood).
Qualité visuelle
L'image sur support numérique présente l'avantage de ne pas s'altérer : pas d'usure liée aux projections répétées, pas de « vieillissement » du contenu.
Le cinéma numérique offre une meilleure répartition de l’étalement de la lumière d’éclairement de l'image ; contrairement au 35 mm, les bords de l'image ont la même luminosité qu'au centre de l'écran. Dans le cas de la 3D, l'image est encore souvent jugée trop peu lumineuse. Quel que soit le système 3D, la quantité de lumière reçue au travers des lunettes 3D est amoindrie et donc le film parait plus sombre. Une autre solution consiste à augmenter la puissance au niveau de la lampe, mais cela augmente la consommation électrique et réduit la durée de vie de la lampe.
Équipements
L'exploitant doit s'équiper d'un nouveau matériel plus coûteux que le matériel de projection traditionnel 35 mm. L'obsolescence des équipements électroniques et informatiques (incluant les logiciels) est aussi plus rapide : de l'ordre de 5 à 10 ans, à comparer aux dizaines d'années de service d'un projecteur 35 mm.
Dans le cas de la 3D, l'équipement de la cabine doit être complété, ce qui représente un coût. Le cinéma doit aussi se fournir en lunettes 3D pour les spectateurs.
Pour utiliser le système comme un vidéoprojecteur, il faut adjoindre un « scaler » au projecteur D-Cinema ce qui permet de lui connecter des sources vidéos comme un lecteur de DVD ou Blu-ray vidéo, un décodeur TV par satellite, la sortie écran d'un ordinateur, etc. Le « scaler » possède une connectique variée (HDMI, VGA, DVI…) et convertit le signal vidéo en images progressives (non-entrelacées) dans la résolution et à la cadence supportées par le projecteur.
Écrans
Une nouvelle toile pour l'écran peut s'avérer nécessaire pour les projections 3D, soit pour réfléchir plus de lumière (écran à gain dit « nacré »), soit pour conserver la polarisation de la lumière nécessaire aux lunettes 3D passives (écran dit métallisé qui renvoie 2,8 fois plus de lumière mais de manière directive, ce qui présente des inconvénients). La CST et RealD ont développé un nouvel écran visant à supprimer en France à l'horizon 2017 les écrans métallisés pour les projections 3D. Cet écran, nommé « Precision White Screen » permet de s'affranchir des défauts des écrans métallisés en offrant une luminosité plus uniforme, tout en restant compatible en projection avec le système 3D de RealD.
Exploitation
En exploitation, un gain de temps est réalisé lors de la manipulation du film en supprimant l'étape du montage des bobines entre elles et avec les films annonces et publicités. À terme, la numérisation des salles et la dématérialisation des transferts des distributeurs vers les multiplexes devrait conduire à une réduction des effectifs. Pour la 3D, l'exploitant doit gérer la distribution des lunettes et leur échange en cas de défaut, leur éventuelle récupération, nettoyage, rechargement des batteries pour les lunettes dites « actives ».

#### Le cinéma sans cabine
Le cinéma sans cabine désigne une salle de cinéma où les équipements de projection numérique ne sont plus installés dans une cabine, mais directement dans la salle elle-même, le plus souvent au plafond,.
Son apparition a été permise par la combinaison de plusieurs facteurs :
- abandon de la projection analogique (films argentiques) et donc des contraintes réglementaire historiques imposant un lieu clos et ignifugé (films nitrates, présentant des risques d'inflammation) pour l'installation des équipements nombreux, volumineux et souvent bruyants : plateaux, projecteur, rack audio, rectificateur, batteries électriques de secours… ;
- réduction de l'encombrement des projecteurs numériques, de la chaleur dégagée par la lampe, du bruit lié à la ventilation[réf. nécessaire], mais aussi du poids de l'ensemble, permettant de suspendre une telle installation au plafond ;
- intégration de nombreuses fonctions au sein du même équipement : projecteur intégrant le Media Bloc, serveur de contenu, sélecteur de sources vidéo alternatives (scaler)… ;
- automatisation (via le logiciel TMS, Theater Management System) et centralisation des opérations de plusieurs salles au travers du réseau local (LAN) du cinéma : chargement des contenus, programmation, planification et exécution des opérations ;
- surveillance à distance (via le TMS), y compris depuis un simple smartphone ;
- opérations de maintenance physique limitées : certaines installations peuvent descendre du plafond pour permettre le remplacement de certains modules, comme la lampe.

Avantages :
- gain d'espace, l'absence de cabine permet d’obtenir davantage de sièges pour les spectateurs, offrant une meilleure rentabilité économique ;
- simplification de l'architecture du bâtiment, permettant une économie lors de la construction du cinéma, mais aussi de dégager plus d'espaces commerciaux (hors salles de projection), comme pour la vente de confiserie et boissons, l'accueil du public, la garderie pour les enfants en bas âge ;
- opportunité de convertir un bâtiment existant en cinéma multiplex, là où cela n'aurait pas été possible s'il avait fallu installer des cabines, grâce aux plus faibles contraintes architecturales ;
- besoin de moins de personnel dans l'établissement.

Inconvénients :
- bruit du projecteur dans la salle ;
- risque d'annulation de séance, en cas de problème nécessitant une intervention humaine ;
- taux de pannes important car l'installation n'est que rarement examinée par un opérateur.

#### Affichage sans projection
En 2017, Samsung lance Cinema LED Screen, sa technologie d'affichage sur écran LED, de type afficheur, donc sans cabine ni projecteur. Elle est d'abord déployée dans un cinéma en Corée (le Lotte Cinema World Tower) avec une largeur d'écran de 10,3 mètres. En mars 2018, c'est une version compatible 3D qui est installée dans un cinéma en Suisse (le Arena Cinemas de Zurich). Cette technologie d'affichage est compatible DCI, 4K et HDR. Mais ne permet pas une reproduction optimale du son : l'écran n'étant pas transsonore.
En 2022, c'est au tour de LG Electronics de lancer une technologie similaire, elle aussi compatible 3D, sur écran LED composé de panneaux unitaires assemblés pour composer l'écran dans la taille souhaitée. C'est le cinéma français Alcazar à Asnières qui en est le premier équipé au monde.

#### Le cinéma sur trois côtés (270°)
La projection à effet panoramique utilise en plus de l'écran en face des spectateurs, les deux côtés pour y projeter aussi du contenu cinéma, lié à la scène projetée au centre.
La société sud-coréenne CJ a développé une technologie de projection sur les deux côtés en plus de l'écran de face. ScreenX est le nom commercial de cette technique de projection, parfois nommé également cinéma à 270 degrés. En France, le déploiement commence à l'été 2018 dans quelques cinémas Gaumont de Paris.
Sans aller jusqu'à la projection d'image cinéma sur trois plans, la technologie d'immersion visuelle LightVibes de Philips se base sur des panneaux lumineux latéraux qui diffusent un éclairage de couleur liée à la portion latérale de l'image cinéma projetée sur l’écran centrale, produisant un effet de prolongation de l'univers visuel et atténue la coupure des bords de l'écran cinéma en prolongeant l'environnement lumineux au-delà de cet écran. C'est un peu l'équivalent en salle de cinéma de la technologie Philips AmbiLight pour les téléviseurs.

### Pour la résolution de l'image
- Résolutions numériques
  - 2K format 1,85 : 2,2 millions de pixels
  - 2K format 2,39 : 1,8 million de pixels
  - 4K format 1,85 : 8,6 millions de pixels
  - 4K format 2,39 : 7,0 millions de pixels

### Pour le contraste de l'image
La projection d'images numériques offrant des contrastes élargis, de type haute dynamique lumineuse (HDR) est désormais possible pour les films qui disposent de ces informations, conçues en post-production, mais uniquement sur des projecteurs compatibles, comme ceux certifiés Dolby Vision ou Eclair Color.

### Pour la restitution sonore
Les contenus DCP peuvent être « masterisés » et contenir plusieurs mix audio : son multicanal 5.1 ou 7.1 au format de piste ouvert (canal audio non compressé au format PCM), mais aussi des extensions pour le son immersif dans des formats propriétaires comme Dolby Atmos ou Auro-3D de Barco. Les salles doivent alors être équipées de manière correspondante pour bénéficier de ces améliorations du rendu immersif du son spatialisés. Lors de la phase d'installation, il est nécessaire de calibrer l'installation sonore du cinéma pour ajuster la reproduction du son à la configuration de la salle.

### Pour l'accessibilité aux personnes présentant un handicap
La copie numérique d'un film peut être fabriquée de manière à disposer de pistes supplémentaires permettant un meilleur accès à l'œuvre pour les personnes présentant un handicap, notamment en faisant appel à l'audiodescription et au sous-titrage pour sourds et malentendants. La salle doit être équipée pour permettre de restituer ce service aux seuls spectateurs qui en ont l'usage.

### Pour la programmation
Concernant la programmation des films en salles, les petits exploitants n'ont plus à attendre de récupérer les copies (usées) des films après quelques semaines d'exploitation par un précédent cinéma, les copies numériques étant disponibles pour toutes les salles en même temps et ne s'usent pas. Cependant, les distributeurs souhaitent conserver la maîtrise de la stratégie de leur plan de sortie et pourront refuser de servir toutes les demandes de copie en première semaine d'exploitation. Le régulateur (en France, le CNC) devra garantir l'équilibre de la filière par l'accès des salles aux programmes et par l'accès des programmes aux salles. Concernant la diversité culturelle, chaque salle peut continuer de décider de sa programmation et chaque distributeur pourra servir une copie de son film aux salles qui le souhaitent, alors qu'avec les copies sur bobines 35 mm, leur nombre était limité par les moyens financier du distributeur.

### Pour la filière publicité et les programmes d'avant-séance
L'avant-séance qui est traditionnellement constituée d'un enchaînement de films publicitaires et de films-annonces peut facilement être enrichie de films d'auto-promotion pour le cinéma (annonce d'une opération spéciale, d'un festival, d'une avant-première…) et de nouveaux contenus éditorialisés (interview de vedette ou du réalisateur du film qui va suivre ou qui sortira prochainement ; court métrage…).
De plus, les contenus publicitaires pourront prochainement devenir beaucoup plus dynamiques, comme pour les écrans publicitaires en télévision, et s'adapter au film programmé, à l'horaire et au jour de la séance, à son potentiel de spectateurs, au lieu où se trouve le cinéma, bref à la démographie des spectateurs de cinéma. Cela pourrait entraîner un bouleversement dans la tarification des films publicitaires et ferait passer le « média cinéma » dans la catégorie des médias ciblant leur audience, pour chaque campagne publicitaire.
Pour les annonceurs, le coût de distribution d'une publicité au format cinéma numérique (fabrication et transport d'un DCP) est également beaucoup plus faible qu'en 35 mm (kinescopage et tirage, acheminement des copies physiques, récupération et recyclage), ouvrant ainsi le marché à davantage d'annonceurs.
Pour les exploitants et les régies publicitaires, cette multiplication des contenus d'avant séance et leur programmation à la séance va devenir un vrai casse tête (pour donner un ordre de grandeur : 2 000 écrans x 52 semaines x 20 séances x 10 spots soit 21,6 millions de combinaisons pour une année), des sociétés comme Mediavision (France) ou Unique (Norvège) proposent déjà des solutions spécifiques pour gérer les campagnes au niveau d'un cinéma ou d'une régie (2 000 écrans en France, 15 à 20 000 écrans aux États-Unis).

### Pour la conservation patrimoniale
- Conservation dans la durée des œuvres récentes :

Le numérique pose des problèmes liés aux supports physiques numériques qui contiennent les fichiers et à leurs caractéristiques d'usure dans le temps. Une solution envisagée est de conserver quelques copies sur film 35 mm à des fins patrimoniales, les fabricants de pellicules proposent des films spécialisés pour cet usage. Une autre consiste à régénérer la copie numérique (les fichiers) en la transférant régulièrement (par exemple, tous les 3 à 5 ans) sur un support physique neuf et de dernière technologie. La technologie actuellement envisagée comme support physique de conservation patrimoniale est le disque optique numérique, enclos dans une cartouche de protection, de type WORM (Write Once Read Many). La norme AFNOR NF Z 42-013 peut servir de guide de bonne pratique en cette matière. La norme européenne EN 17650 définissant le format CPP (Cinema Preservation Package) pourrait prendre le relai si elle est adoptée par l'industrie. Un point important à considérer : les copies d'exploitation en numérique (DCP) sont chiffrées et nécessitent une clé (KDM) pour la lecture. Ce sont donc les masters numériques DCDM (Digital Cinema Distribution Master) qui doivent être conservés (ils ne sont pas chiffrés). Par contre, ces masters ne sortent pas des laboratoires. On voit ici que les heureux hasards qui dans l'histoire du cinéma ont fait découvrir des films ou des versions non-censurées qu'on pensait perdus ne seront plus si faciles avec le numérique.
- Dépôt légal :

En France, le CNC est l’organisme dépositaire du dépôt obligatoire des films. En 2011, c'est toujours un « élément intermédiaire de tirage ou copie positive neuve » qui doit être remis. Un film sorti uniquement en numérique pour l'exploitation en salle devra donc quand même faire l'objet d'un tirage sur pellicule pour le dépôt légal.
En 2018, le dépôt légal peut aussi se faire en déposant une copie numérique, sur disque dur ou clé USB, non chiffré au format Apple Pro Res ou DNxHD codec, mais doit toujours être accompagné d'une copie photochimique.
- Numérisation et restauration des œuvres du patrimoine du cinéma :

Le numérique apporte une grande richesse d'outils pour la restauration des films anciens qui souvent présentent des défauts. Le film, préalablement nettoyé et physiquement restauré, est ensuite scanné ou passé au télécinéma (deux procédés permettant de numériser la pellicule). Ensuite, il est souvent numériquement restauré, notamment pour effacer les rayures, combler les trous dans une image détériorée par interpolation avec les images précédentes et suivantes, stabiliser des images, retrouver une teinte d'origine, etc. Une fois numérisée, l'œuvre peut être conservée et surtout, elle est de nouveau disponible pour être exploitée en salle de cinéma ou sur d'autres supports, lui offrant une seconde vie.
En France, l'accord cadre de mai 2011 « Numérisation d'œuvres cinématographiques patrimoniale » du CNC impose le format IMF 2K (Interoperable Master Format).

### Pour la protection en contrefaçon des œuvres
- La copie numérique (DCP) reçue par le cinéma est chiffrée, mais les fichiers qui la composent peuvent être transmis à un autre cinéma qui devra demander une clé au distributeur de l'œuvre pour pouvoir l'exploiter.
- L'exploitation de cette copie est permise par une clé (KDM) qui est fabriquée pour permettre la lecture pendant une période donnée (date de début et de fin) du contenu sur des équipements (lecteur et projecteur) du cinéma autorisés via leurs certificats (équivalent à un numéro de série) dont la validité est vérifiée (absent d'une liste nationale de certificats révoqués).
- Les lecteurs conservent dans un journal interne et sécurisé (non modifiable par l'exploitant) la trace de la lecture d'un contenu. Ce journal peut être audité dans certaines conditions.
- La liaison entre le lecteur et le projecteur est chiffrée. Les composants électroniques au sein des équipements sont physiquement protégés pour interdire d'y connecter une sonde.
- Le lecteur et/ou le projecteur introduisent dans l'image un tatouage numérique en filigrane (watermark) contenant l'information invisible qui identifie cette installation de projection, afin de dissuader l'enregistrement vidéo de la projection sur l'écran.

### Le point de vue écologique
La fabrication, puis le recyclage des pellicules photochimiques (argentiques) sont très coûteux et ont un impact non négligeable sur l'environnement. Toutefois, la fabrication de disques durs reste à ce jour une industrie polluante.
Sans compter le poids du transport de 30 kg environ pour une copie 35 mm et moins de 1 kg pour un disque dur avec sa caisse de transport.
L'impact écologique du passage au numérique est donc positif, la filière traditionnelle 35 mm étant fortement génératrice de pollution du fait du caractère photochimique des supports de projection. Si on omet l'impact écologique de la fabrication et de l'utilisation des réseaux de communication, la livraison dématérialisée de copies numériques a aussi un impact positif sur le bilan carbone, comparé au transport routier.
Le remplacement de la source lumineuse par la technologie laser dans les projecteurs numériques équipés de lampe au xénon permet de réduire considérablement le dégagement de chaleur et la consommation électrique de la projection, ainsi que le besoin en climatisation du cinéma.

## Normes et spécifications
En France, la loi n°2010-1149 du 30 septembre 2010 relative à l'équipement cinéma numérique des salles de cinéma fait référence aux normes internationales ISO concernant la projection cinéma numérique (Normes ISO 26428, 26429, 26430, 26431, 26432). Cette norme reprend les niveaux d’exigences demandés par le DCI (Digital cinema initiatives, créé par les majors américaines pour poser des normes en matière de cinéma numérique). Les spécifications retenues par ces standards sont extrêmement précises et vont de la colorimétrie à la luminance des images en s’intéressant également au « taux de lumière parasite résiduelle » et à la sécurisation. La norme française AFNOR NF S27-100 élaborée par la CST en 2005 a été publiée en juillet 2006. Les normes ISO ont été publiées en 2008 et 2009, puis mis à jour en 2012.
Chronologie de la standardisation :
- 2000 : spécifications SMPTE DC28[67]
- 2005 : spécifications DCI DCSS v1.0[16]
- 2006 : norme AFNOR NF S27-100
- 2008 : normes ISO 26428, 26431, 26432
- 2009 : spécifications DCI DCSS v1.2, normes ISO 26429, 26430, 26433
- 2010 : référence dans la loi française n°2010-1149
- 2011 : mise à jour de la norme ISO 26428 introduisant des cadences d'images supplémentaires
- 2018 : norme SMPTE ST 2098-2 spécifiant le format IAB (Immersive Audio Bitstream) pour la fabrication des DCP avec un unique format pour l'audio immersive

Les spécifications du DCI
La version 1.0 des spécifications Digital Cinema System Specification (DCSS) a été publiée le 20 août 2005. En avril 2009, la dernière version de ces spécifications est numérotée 1.2. Depuis la Society of Motion Picture and Television Engineers (SMPTE), l'Union Internationale des Télécommunications (UIT), l'International Organization for Standardization (ISO), l'European Digital Cinema Forum (EDCF), le Digital Cinema Consortium of Japan (DCCJ) travaillent sur ce document afin d'établir des normes internationales.
Les spécifications du DCI (Digital Cinema Initiatives) concernent la chaîne de production cinéma, du tournage (argentique ou numérique) à la projection (numérique) en passant par la postproduction (numérique).
Le DCI distingue 3 grands ensembles dans cette chaîne :
- Le DSM (Digital Source Master) : master numérique issu de la chaîne de postproduction ;
- Le DCDM (Digital Cinema Distribution Master) : Master numérique créé à partir du DSM et qui sert de base pour réaliser les DCP. Il contient toutes les données pour la projection : images, sons, sous-titres… ;
- Le DCP (Digital Cinema Package) : c'est la copie numérique destinée à l'exploitation en salle. Les images sont compressées et le contenu est chiffré. Ce « package » de fichiers est donc adapté au transport vers les salles et au stockage dans les cabines de projection, au sein du serveur D-Cinema. Ce sont les fichiers DCP qui sont lus et projetés en salle par le couple lecteur-projecteur.

### Les spécifications du DSM
Master 2K 2D : définition de 2048 X 1080. Pas de compression. 24, 25, 30, 48, 50, ou 60 images par seconde. Espace colorimétrique X'Y'Z'. Quantification : 12 bits. 6-8 pistes audio. Sous-titres.
Master 4K 2D : définition: 4096 X 2160. Pas de compression. 24, 25, ou 30 images par seconde. Espace colorimétrique X'Y'Z'. Quantification : 12 bits. 6-8 pistes audio. Sous-titres.

### Les spécifications du DCDM
Niveau 1 : DSM 4K à 24 Hz. Rapport d'image : 1,896. Pixels carrés, 8 847 360 pixels par image.
Niveau 2 : DSM 2K à 24 Hz. Rapport d'image : 1,896. Pixels carrés, 2 211 840 pixels par image.
Niveau 3 : DSM 2K à 48 Hz. Rapport d'image : 1,896. Pixels carrés, 2 211 840 pixels par image.
Des niveaux supplémentaires ajoutés en 2009 ajoutent les cadences de 25, 30, 50 et 60 i/s en 2K, et 25 et 30 i/s en 4K
Des niveaux supplémentaires ajoutés en 2013 ajoutent les cadences de 96, 100 et 120 i/s en 2K permettant la projection 3D a 48, 50 et 60 i/s/œil en 2K

#### Formats d'image
Niveau 1 : 4096 x 1714 (rapport 2,39:1, pixel carré) ou 3996 x 2160 (rapport 1.85:1, pixel carré)
Niveau 2 : 2048 x 858 (rapport 2,39:1, pixel carré) ou 1998 x 1080 (rapport 1.85:1, pixel carré)

#### Cadences d'images
En 2D, les cadences d'images normalisées en premier lieu étaient : 24 et 48 i/s (images par seconde). Depuis 2009 (SMPTE) et 2011 (confirmation ISO), la norme rajoute les cadences : 25 i/s, 30 i/s, 50 i/s et 60 i/s pour le 2K et 25 i/s et 30 i/s pour le 4K. Depuis 2013 (SMPTE) la norme rajoute les cadences : 96 i/s, 100 i/s et 120 i/s (HFR).
La 3D utilise les mêmes cadences mais en utilisant un image sur deux pour un œil, puis l'autre, en alternance. La vitesse perçue s'en trouve donc divisée par deux. Grâce aux nouvelles vitesses de 96, 100 et 120, les projections stéréoscopiques à 48, 50 et 60 i/s par œil sont devenues possibles. Les vitesses jusqu’à 60 i/s (ou 30 i/s par œil en 3D) sont possibles sur les installations normales, par contre les vitesses de 96, 100 et 120 (48, 50 ou 60 en 3D) ne sont possibles que sur les équipements fournis après janvier 2012 avec le Média Bloc Intégré au projecteur (IMB, Integrated Media Block).
La projection 4K est limitée à 30 i/s maximum ce qui rend la projection 3D en 4K impossible.
Vu que les cadences autres que 24 i/s ont été ajoutées plus tard, il est possible qu'un équipement de salle ne soit pas encore à jour. Être à jour pour la restitution de la vitesse de 25 i/s est devenu une obligation en France (AFNOR) depuis janvier 2014.

#### Triple Flash
En projection 3D stéréoscopique 24 i/s, on utilise souvent la projection « triple flash » qui affiche la même image trois fois. (Excepté projecteurs Sony)

#### Format du son
Seize pistes numériques PCM Wave, 48 kHz 24 bits et pouvant aller jusqu'à une fréquence d'échantillonnage de 96 kHz 24 bits. Les huit dernières pistes sont en réserve pour de futurs formats ou à définir par les usagers. Le son numérique n'est plus compressé, alors que c'est le cas pour le cinéma traditionnel sur supports photochimique, où les formats de compressions sont entre autres : AC3, DTS ou SDDS.
Huit pistes sont identifiées et normées.
- Soit six pistes pour une diffusion en 5.1 [70], dans l'ordre des pistes : « gauche - droit - centre - subwoofer - gauche surround[71] - droit surround »
- Soit sept pistes pour une diffusion en 6.1 [70], dans l'ordre des pistes : « gauche - droit - centre - subwoofer - gauche surround[71] - droit surround »
- Soit huit pistes pour une diffusion en 7.1, deux pistes supplémentaires « demi gauche et demi droit frontaux » (comme pour le Sony Dynamic Digital Sound)

Un nouveau format multicanal est présenté en 2010 (pour le cinéma numérique et le cinéma 3D) sous la dénomination « Dolby Surround 7.1 ».
Un format unifié, Immersive Audio Bitstream (IAB), pour la fabrication de DCP avec audio immersive est spécifié en 2018, permettant de ne fabriquer et ne distribuer vers les salles qu'une seule version pour les formats audio immersifs propriétaires : DTS:X, Atmos ou AuroMax. IAB est normalisé en 2018 par SMPTE sous la référence ST 2098-2. Il est libre de droits de licence. Les salles de cinéma équipées peuvent jouer les DCPs utilisant les pistes audio immersives avec la convention de nommage IAB ou Atmos.Pour jouer un package DCP avec de l'audio immersive au format IAB, le projecteur doit avoir chargé une clé KDM avec les droits pour le son immersif et la salle doit disposer d'un processeur sonore compatible IAB et DTS:X, Atmos ou AuroMax.

#### Les signaux audio-vidéo
Vidéo : Les composantes de couleur (XYZ, pas RGB) sont quantifiées sur 12 bits (valeurs de 0 à 4095), soit 36 bits par pixel (68,7 milliards de combinaisons)
Audio : Échantillonnage à 48 ou 96 kHz, quantification sur 24 bits par échantillon. Le niveau de référence est défini à -20 dB FS.

### Les spécifications du DCP
Le Digital Cinema Package (DCP) est la copie d'exploitation destinée à être envoyée dans les salles.
La syntaxe pour la description des éléments du DCP (métadonnées) est le XML. La norme de réduction de débit pour les images est la compression JPEG 2000 (compression par ondelettes). Chaque image est compressée indépendamment des autres qui la précèdent ou qui la suivent (images I, ou intra). L'audio n'est pas compressé, le format retenu est le PCM. Le format de fichier pour le conteneur des essences image et audio est le MXF. Il y a un conteneur MXF qui contient les images, un autre pour l'audio. Il peut y avoir d'autres conteneurs MXF, autant que de pistes audio.
Lors de la fabrication de la « copie 0 » au format DCP à partir du DCDM, le « packaging » abouti au chiffrement des pistes audio et images. Une clé de lecture principale (dite « clé primaire ») est générée.

### Le transport
Sur longue distance, l'acheminement du DCP vers les cinémas peut s'effectuer sur support physique (disque dur), par réseaux de télécommunication terrestre (par exemple, accès ADSL ou fibre optique installé dans le cinéma) ou par satellite,. Il s'agit de transporter des fichiers. Le DCI ne spécifie rien dans la norme concernant le transport dématérialisé, seule l'interface USB est requise sur le lecteur D-Cinema en cabine pour le chargement de contenus à partir d'un disque dur. Par contre, concernant la livraison par disque dur, le DCI requiert au minimum l'interface de connexion USB 2 et le disque doit être formaté avec un système de fichier ext3, cependant, certains serveurs acceptent aussi les disques en NTFS.
En France, les sociétés Globecast (Cinema Delivery), CinemaNext (EclairPlay) et CN FILMS (Cinego Stock) permettent la livraison de DCP par réseau.

#### Historique pour la France
- Le 29 octobre 2001[73],[74], préparation et présentation à Paris de la première transmission de cinéma numérique par satellite en Europe d'un long métrage cinématographique par Bernard Pauchon, Alain Lorentz, Raymond Melwig et Philippe Binant[75],[76],[77]. Cette démonstration marque l'origine, en France, de l'application des télécommunications à l'industrie cinématographique avec les retransmissions par satellites d'opéras et d'événements dans les cinémas, l'acheminement des rushes dans les salles de vision et des films dans les salles de cinéma[78].

- En septembre 2005 : Marc Welinski prend la direction d'un réseau de transmission par satellite (CielEcran) qui permet la retransmission d'événements diversifiés dans les cinémas : concerts, ballets, opéras[79].

- En avril 2013 : Globecast déclare avoir équipé plus de 600 cinémas, soit plus de 3 600 écrans, avec son boitier de réception relié en ADSL ou Fibre à sa plateforme de livraison, délivrant chaque mois plus de 20 000 DCP[80].

- En juin 2013 : DSAT Cinema déclare avoir déployé ses boîtiers de réception par satellite dans 1000 cinéma en Europe (sans précision pour la France), soit 7 000 écrans[81].

### La projection
En local (dans la cabine de projection), le lien entre le lecteur (serveur) et le projecteur se fait sur une double liaison HD-SDI (SMPTE 292-2006) à 1,495 Gbit/s chacune, aussi appelée CineLink 2 (normalisé par le SMPTE sous la référence RDD20). Les données circulant sur cette liaison sont chiffrées, empêchant ainsi de réaliser un enregistrement numérique de la sortie du lecteur. De plus, des données identifiant la salle de cinéma et la séance sont insérées en filigrane (watermarking) dans l'image à la projection, de manière invisible, assurant une protection contre l'enregistrement du film projeté à l'aide d'un caméscope.
Depuis 2010, on a vu l'émergence de projecteurs intégrant directement dans un seul et même équipement les fonctions de serveur média (IMB, Integrated Media Block) jusqu'ici implémenté dans le lecteur (serveur) externe, simplifiant ainsi l'équipement des cabines, tout en sécurisant davantage les contenus qui sont désormais déchiffrés au sein même du projecteur.
La plupart du temps, les DCP sont chiffrés. Seules les salles qui auront reçu une clé KDM leur donnant le droit d'exploiter commercialement pendant une certaine période de temps ce contenu pourront le lire. Cette clé KDM (Key Delivery Message) est liée à la fois au film (elle contient de manière chiffrée la 'clé primaire' du DCP) et à l'équipement de la cabine de projection numérique : le couple lecteur-projecteur. Il s'agit d'un fichier de petite taille qui est envoyé la plupart du temps à l'exploitant du cinéma par courrier électronique (e-mail).
Une base de données nationale contenant les certificats (l'équivalent des numéros de série) des équipements de projection (lecteurs et projecteurs) est mise en place afin de pouvoir générer les clés KDM pour les salles équipées pour le cinéma numérique. Cette base sert également à référencer les équipements qui auraient été volés, afin de les rendre incapables de lire les contenus protégés (via une liste des certificats révoqués). Avant la mise en place de cette base nationale, seules existent les bases propres à chaque vendeur d'équipements pour les équipements qu'il a vendus.
C'est le distributeur du film qui établit une KDM pour autoriser la projection de son film dans une salle à une période donnée. Une KDM est créée à partir :
- de la « clé primaire » du DCP du film qui sera transmis ;
- des certificats des équipements de projection numérique de la salle ;
- de la période d'exploitation commerciale accordée.

En France, le CNC a mis en place en 2010 cette base des certificats, dénommée « Application de Recensement des Certificats Numériques d’Exploitation », autrement dit : « ARCENE ». Il y a deux types d’accès : pour les exploitants, via une authentification faible par identifiant-mot de passe ; pour les fabricants d'équipements et les installateurs, via une authentification forte par un dispositif d'identification matérialisé par une clé USB sécurisée.
Les principaux projecteurs de cinéma numérique sont de marque Barco, Christie ou NEC (technologie DLP CINEMA), mais aussi Sony.
Les librairies (lecture et/ou stockage) sont fournies par SmartJog, Doremi (DCP-2000 avec 3 disques en RAID 5, DCP-2K4 évolution du précédent avec 4 disques en RAID 5, ShowVault/IMB), Ymagis, XDC, Dolby, Unique… Les films y sont stockés sur des disques durs montés en RAID, un procédé qui apporte une certaine tolérance de panne.
Les librairies de stockage (Smartjog, Ymagis) sont aussi utilisées pour recevoir par réseau (via la connexion ADSL ou satellite) des bandes-annonces ou des films.
Les serveurs de lecture permettent de commander le projecteur, le processeur son et les lumières dans la salle via des macros.
Il existe aussi des Integrated Media Server (IMS) qui sont des projecteurs intégrant les fonctions de stockage, déchiffrement et décompression, comme le NC900C de NEC ou le DP2K-10Sx de Barco par exemple,,.
Un TMS (Theater Management System) permet de piloter l'ensemble du matériel numérique équipant les cabines d'un cinéma, y compris les lumières ou les rideaux.

### Le laser
En cinéma numérique, l'application à la projection cinématographique de sources de lumière fondées sur l'effet laser permet de réaliser un espace colorimétrique plus grand et d'augmenter le rapport de contraste, mais également de diminuer à la fois la consommation électrique et le dégagement de chaleur, par rapport aux lampes à xénon. Il est possible de remplacer une source lumineuse Xenon par un kit laser sur des projecteurs existants.
Deux famille de technologies laser sont disponibles : le laser RGB (avec trois diodes en rouge, vert et bleu) et phosphore. La puissance lumineuse et l'espace colorimétrique sont meilleurs en RGB, mais le coût est plus important.
La projection de cinéma numérique à partir d'une source laser génère, sur un écran perforé, des effets de moirage. Toutefois, les effets de moirage peuvent être supprimés en utilisant un écran non perforé comme c'est dans le cas avec la technologie développé par Delair Labs.

### La restitution sonore
La volonté de l'industrie cinématographique d'améliorer sans cesse la diffusion sonore a conduit, en cinéma numérique, à l'évolution de l'acoustique et de la sonorisation des salles de cinéma :
- Amélioration de la toile micro-perforée permettant le placement des haut-parleurs derrière l'écran[91] ;
- Multiplication des enceintes acoustiques dans la salle (Dolby Atmos), son englobant sur un même plan ou son immersif en trois dimensions ;
- Traitement de l'acoustique de la salle de cinéma.

Le son des œuvres cinématographiques est mixé en post-production avec l'objectif d'une restitution dans le cadre d'une salle de cinéma.

## Liste des industriels et prestataires
- 2avi — intégrateur système, mur LED
- ADDE — fabricant et intégrateur système
- Arts Alliance Media (Arts Alliance Digital Cinema) — intégrateur système
- Barco — fabricant de projecteurs numériques
- Cinecreation — fabrication de DCP
- Cinemeccanica — fabricant de projecteur numérique, intégrateur de solution, partenaire de Barco
- Christie Digital — fabricant de projecteurs cinéma numérique et intégrateur système
- Ciné Digital Service (CDS) — intégrateur système (circuits et salles de visions)
- Cineverse Corp. (anciennement Cinedigm, Access Integrated Technologies, Inc. ou AccessIT) — intégrateur système
- CinemaNext (ex Smartjog Ymagis Logistics) — solution d'acheminement de DCP vers les cinémas, nommée EclairPlay
- CN Films (CineGo, IDIFF) — expertise et promotion du cinéma numérique
- Decipro — intégrateur système
- Delair Labs — fabricant et intégrateur système
- Dolby — intégrateur système, systèmes de post-production et de restitution sonore
- GDC Technology — fabricant de serveurs et de Media Blocs intégrés à des projecteurs, dont ceux de Barco
- Globecast — solution d'acheminement de DCP vers les cinémas par réseau télécom : Globecast Cinema Delivery
- Kinoton — fabricant de matériels de cinéma
- Kodak — intégrateur système
- Motion Picture Solutions — systèmes de mastering numérique (fabrication de DCP)
- Nateis — opérateur réseau et sécurité : intégration, optimisation et infogérance des réseaux informatique des cinémas (norme DCI)
- NEC — fabricant de projecteur numérique
- Red — fabricant de caméra numérique
- Sony — fabricant de projecteurs numériques 4K en technologie SXRD, de serveurs et intégrateurs système
- Texas Instruments — développeur de la technologie DLP Cinema pour les projecteurs cinéma numérique

## Congrès & conventions internationaux
- Paris Images — Film Paris Region (F), anciennement International Digital Film Forum]
  - Prévu chaque année en février
- CineEurope — FilmExpoGroup, Barcelone (ES), Centro de Convenciones Internacional
  - Prévu chaque année vers fin juin
- CineAsia — FilmExpoGroup, Hong Kong (HK), Movie Theater Exhibition
  - Prévu chaque année vers début décembre
- CinemaCon — NATO, Las Vegas (USA), anciennement ShoWest
  - Prévu chaque année vers fin avril
- ShowEast — FilmExpoGroup, Miami/Hollywood (USA)
  - Prévu chaque année vers mi-octobre